# Wariacja (językoznawstwo)
Wariacja – zróżnicowanie i zmienność języków i dialektów, zarówno w ujęciu synchronicznym, jak i diachronicznym. Wariacja językowa stanowi centralny przedmiot zainteresowań badań nad praktyką językową. Zjawisko to ma przeważnie charakter systematyczny: użytkownicy języka dobierają cechy wymowy, słownictwo i gramatykę w zależności od pewnych czynników pozalingwistycznych. Do tych czynników należą: cel komunikacyjny, relacja między rozmówcami, okoliczności produkcji, a także powiązania demograficzne.
Wariacyjność jest nieodłączną cechą języka ludzkiego, zauważalną na wszystkich jego płaszczyznach. Pod względem geograficznym i społecznym języki dzielą się na różne odmiany (dialekty regionalne i społeczne); niektóre z nich mają również swoje odmiany narodowe (standardowe). Zróżnicowanie regionalne (czynnik diatopiczny) to główny przedmiot zainteresowań dialektologii, z kolei różnice wynikające ze stratyfikacji społecznej (czynnik diastratyczny) są obiektem badań socjolingwistyki. Dawniej badania lingwistyczne były skupione na różnicach regionalnych. Niekiedy zróżnicowanie regionalne zazębia się ze zróżnicowaniem społecznym. Zróżnicowanie społeczne może być związane zarówno z klasą społeczną, jak i pochodzeniem etnicznym (np. wśród użytkowników języka angielskiego w Stanach Zjednoczonych).
Wariacyjność regionalna i społeczna często prowadzi do niezgody w kwestii akceptowalności różnych form językowych. Poszczególne odmiany języka kierują się bowiem odmiennymi regułami (normami). Co więcej, granice między odmianami (geograficznymi i społecznymi) nie są ściśle wyznaczone; w praktyce językowej można mówić o istnieniu kontinuum (poszczególne formy z założenia przenikają się nawzajem). Odmianom regionalnym i społecznym są przypisywane różne poziomy prestiżu społecznego; najwyższy status mają odmiany standardowe, kojarzone z wyższymi warstwami społeczeństwa. Posługiwanie się określoną odmianą języka nierzadko stanowi ważny element tożsamości, będąc wyrazem przynależności do określonego środowiska, regionu lub grupy społecznej. Mówi się także o odmianach pokoleniowych, rodzinnych, związanych z płcią itp.
Wariacja ma również charakter historyczny (temporalny): każdy język podlega pewnym przeobrażeniom w czasie, umotywowanym ewolucją czy kontaktami językowymi.
Wariacyjność języka przejawia się też w wymiarze funkcjonalnym (czynnik diafazyczny), tzn. w zależności od kontekstu sytuacyjnego język przybiera różne formy ukształtowania stylistycznego. Sposób operowania elementami językowymi uwarunkowany jest bowiem nie tylko preferencjami danej społeczności językowej, ale także konkretnymi okolicznościami społecznymi. Użytkownik języka, w zależności od sytuacji komunikatywnej, posługuje się różnymi środkami językowymi w celu przekazania tej samej treści.